# Karmin
Pour les articles homonymes, voir Karmin (homonymie).
Karmin est un duo américain de musique pop, composé d'Amy Heidemann et Nick Noonan, qui sont mariés. Ils sont principalement connus pour leur singles Brokenhearted et Acapella, ainsi que pour leurs reprises qui ont cumulé des millions de vues sur YouTube, telles celles de Chris Brown, Nicki Minaj, LMFAO ou encore Lil Wayne. Leur morceau original, Take It Away a été utilisé dans les promos pour les Finales NBA.
Amy et Nick se sont rencontrés au Berklee College of Music et ont sorti leur premier EP, Inside Out en mai 2010. Outre leur apparition dans le Ellen DeGeneres Show ou dans Saturday Night Live avant même avoir signé avec un label, le groupe totalise plus de 244 millions de vues sur YouTube, après avoir gagné en popularité en étant fortement commenté sur reddit, et après la parution de leur vidéo Look at Me Now sur le blog de Ryan Seacrest ou encore sur le blog de Perez Hilton.
Le 11 février 2012, Karmin était de nouveau l'invité musical du Saturday Night Live, et a interprété deux morceaux originaux, Brokenhearted et I Told You So, de leur album Hello sorti le 8 mai 2012. Le 12 avril 2012, Amy & Nick sont retournés à l'émission d'Ellen afin de chanter leur dernier single Brokenhearted.
Le 21 décembre 2012, Karmin resort le single Brokenhearted en France, afin d'essayer de se faire connaître, en duo avec la chanteuse Lucie Azard.

## Hello(album)
Il y a eu de nombreuses spéculations concernant la signature de Karmin avec une maison de disques,. Le 2 juin 2011, le groupe annonça avoir signé avec une importante maison de disques, qui s'avéra être Epic Records, dans le cadre du retour de Antonio Reid au sein de la compagnie,,. Vers la fin du mois, le duo enregistra son premier album, en collaborant avec de nombreux producteurs, tels Kane Beatz, Warryn Campbell, Diane Warren et encore The Underdogs,. Sur leur site officiel ils ont demandé à leurs fans ce qu'ils voulaient entendre sur leur album, et environ 50 % ont dit qu'ils aimeraient entendre du rap.
 Amy et Nick ont tous deux fait en sorte de maintenir leurs chansons et idées originales, tout en essayant de se rapprocher de la pop music, et de répondre aux attentes des fans.
L'EP "Hello" sortit le 7 mai 2012, composé de 7 titres dans la version standard, avec 2 titres bonus dans la version iTunes.
Selon le duo, le nom est parfait pour un premier album qui est leur introduction dans le monde musical.
Brokenhearted fut désigné comme premier single, dès février 2012, et devient leur premier morceau à faire son entrée dans le "Billboard Hot 100", ou il atteint la 16e place.

## Pulses(album)
Le second album studio, Pulses, est prévu pour le 25 mars 2014.
 Le duo a indiqué rencontrer des difficultés avec son label afin de fixer une date exacte, ayant déjà reculé la sortie à plusieurs reprises.
Acapella fut désigné comme premier single dès le 10 juin 2013.
 Il a été certifié triple disque de platine en Australie, et disque d'or en Nouvelle-Zélande.
Le second single est "I Want It All", qui fut envoyé aux radios américaines pour le 10 décembre, et sera disponible en téléchargement légal début 2014.
Afin d'accompagner l'album, le duo a adopté un style monochromatique pour ses concerts et apparitions médiatiques, et annonça fin octobre 2013 que le début de leur "Pulses tour" aura lieu le 19 janvier 2014, qui est pour le moment composé de 15 dates.

## Artiste indépendant
À la suite du demi-succès de l'album et au désaccord avec leur maison de disque, Karmin la quitte pour devenir des artistes indépendants.

## Discographie

### Album
- Karmin Covers, Vol. 1 (2011)
- Pulses (en) (2014)
- Leo Rising (2016)

### Mini albums (EP)
- Inside Out (2010)
- The Winslow Sessions (2011)
- Hello (en) (2012)

### Singles
- Crash Your Party (2011)
- Brokenhearted (2012)
- I Told You So (2012)
- Hello (2012)
- Brokenhearted featuring Lucie Azard (2012)
- Acapella (2013)
- I Want It All (2014)
- Pulses (2014)
- No Flex Zone (Remix) (2014)
- Sugar (2014)
- Yesterday (2014)
- Along the Road (2015)
- Didn't Know You (2015)
- Pure Imagination (2016)
- Riverbend (2016)
- Blame It on My Heart (2016)

### Collaborations
- Breathe Carolina feat. Karmin - Bang It Out (2013)
- Borgeous feat. Karmin - Young in Love (2016)

## Étymologie
Le nom du groupe provient du mot latin "carmen", qui signifie chant, avec une orthographe légèrement modifiée pour faire allusion au 'karma'.

## Récompenses
Le 15 novembre 2011, Karmin a gagné un American Music Award pour les nouveaux honneurs médiatiques (New Media Honors),.
Brokenhearted est le premier single de Karmin à être certifié disque de platine.
Le 6 juillet ils ont remporté un O Music Award du meilleur web-artist né.